# Bruno Hamm
Bruno Eugene Aloyse Hamm (Estrasburgo, 22 de septiembre de 1970) es un exjugador de baloncesto de francés.
Con 1,85 metros de estatura ocupaba la posición de base y llegó a ser internacional con Francia con la que llegó a disputar el Eurobasket de 1995 de Atenas.

## Trayectoria deportiva
- Schiltigheim (1987-1988)
- Graffenstaden (1988-1989)
- Strasbourg (1989-1994)
- Pau Orthez (1994-1995)
- Dijon (1995-1999)
- Limoges (1999-2000)
- Cáceres CB (2000-2001)
- Jeanne d'Arc Dijon Bourgogne (2001-2004)
- Gries Oberhoffen (2004-2005)
- Lausanne  Orléans (2005-2006)
- Gries Oberhoffen (2006-2007)

## Palmarés
- 1992. Medalla de bronce en el Eurobasket sub-22 de Atenas con la Selección de Francia.
- 1999-00. Campeón de la LNB con el CSP Limoges.
- 1999-00. Campeón de la Copa de Francia con el CSP Limoges.
- 1999-00. Campeón de la Copa Korac con el CSP Limoges.